# Elze
Elze település Németországban, azon belül Alsó-Szászország tartományban. Lakosainak száma 9252 fő (2023. december 31.). Elze Nordstemmen és Eime községekkel határos.

## Népesség
A település népességének változása:
| Lakosok száma | 8853 | 8858 | 8939 | 8973 | 9176 | 9252 |
|               | 2016 | 2017 | 2019 | 2021 | 2022 | 2023 |